# Magnetic tunneling junction
Magnetic Tunneling Junction, abbreviato in MTJ, è un termine della lingua inglese che può tradursi con "giunzione ad effetto tunnel magnetico" e che sta ad indicare un dispositivo di nuova concezione per la spintronica in grado di opporre una resistenza al passaggio della corrente che sia funzione di un campo magnetico applicato esternamente.
Fisicamente il dispositivo è formato dall'accostamento di (almeno) tre film sottili: i due più esterni sono metalli ferromagnetici, quello intermedio è invece un isolante. Quando l'isolante è sufficientemente sottile da consentire il passaggio di alcuni elettroni per effetto tunnel quantistico, si trova che lo spin dei portatori di carica viene conservato nell'attraversamento. Questo effetto venne osservato sperimentalmente da Giaever nel 1960, da Tedrow e Meservey  nel 1970, e da Jullière nel 1975.
Il ruolo dei ferromagneti è quello di polarizzare in spin la corrente elettrica, in relazione ad un campo magnetico esterno che ne orienti la magnetizzazione, un po' come un filtro polaroid garantisce in uscita un fascio di luce polarizzata nel piano desiderato. Qualora si tratti di due elettrodi realizzati con materiali aventi proprietà magnetiche differenti, si riscontra, nell'eseguire una misura di magnetoresistenza, che questa presenta un massimo marcato, quando il campo magnetico esterno è maggiore della coercitività dell'elettrodo magneticamente soffice e minore della coercitività dell'elettrodo magneticamente duro.
Questi effetti possono avere un'intensità relativa pari al 350% a temperatura ambiente, come riportato in recenti esperimenti effettuati dall'IBM. L'interesse commerciale che ne deriva è elevatissimo, in relazione alla possibilità d'impiego dei dispositivi MTJ come sensori di campo magnetico, come elementi di memoria statica o dinamica, come transistor per circuiti integrati.